# Gneven
Gneven település Németországban, Mecklenburg-Elő-Pomeránia tartományban. Lakosainak száma 358 fő (2023. december 31.). Gneven Pinnow, Crivitz és Leezen községekkel határos.

## Népesség
A település népességének változása:
| Lakosok száma | 358  | 360  | 376  | 365  | 358  |
|               | 2017 | 2019 | 2021 | 2022 | 2023 |